# Ншаван
Ншаван (арм. Նշավան) — село в Араратской области Армении. Основано в 1828 году.

## География
Село расположено в западной части марза, на правом берегу реки Азат, на расстоянии 9 километров к северо-западу от города Арташат, административного центра области. Абсолютная высота — 880 метров над уровнем моря.
Климат
Климат характеризуется как семиаридный (BSk в классификации климатов Кёппена). Среднегодовая температура воздуха составляет 12,3 °C. Средняя температура самого холодного месяца (января) составляет −2,8 °С, самого жаркого месяца (июля) — 25,9 °С. Расчётная многолетняя норма атмосферных осадков — 284 мм. Наибольшее количество осадков выпадает в мае (48 мм).

## Население
Иван Шопен отмечал, что согласно сведениям из "Камерального описания", составленного в 1829-1831 годах, в селе Арпава Гарнибасарского магала Эриванской провинции проживало 55 человек, из которых 35 - мусульмане ("мюгаммедане"), и 20 - армяне, переселившиеся из Персии после заключения Туркманчайского договора (1828) сторонами Русско-персидской войны (1826—1828).
По данным «Сборника сведений о Кавказе» за 1880 год в селе Алпава (Арпава) Эриванского уезда по сведениям 1873 года было 20 дворов и проживало 97 человек, в основном азербайджанцев (указаны как «татары»), которые были шиитами.
По данным «Свода статистических данных о населении Закавказского края, извлеченных из посемейных списков 1886 года» в селе Алпава Иманшалинского сельского округа Эриванского уезда Эриванской губернии было 27 дымов и проживал 121 азербайджанец, указанные как «татары», которые были шиитами по вероисповеданию, из них 12 были беками, остальные — крестьянами.
По данным Кавказского календаря на 1912 год, в селе Алпава Эриванского уезда проживало 212 человек, в основном азербайджанцев, указанных как «татары».
| Год переписи | Население          | Население          | Население          | Население            | Население            | Население            |
| Год переписи | Наличное население | Наличное население | Наличное население | Постоянное население | Постоянное население | Постоянное население |
| Год переписи | Всего              | Мужчины            | Женщины            | Всего                | Мужчины              | Женщины              |
| ------------ | ------------------ | ------------------ | ------------------ | -------------------- | -------------------- | -------------------- |
| 2001         | 1930               | 956                | 974                | 1978                 | 986                  | 992                  |
| 2011         | 1629               | 798                | 831                | 1725                 | 853                  | 872                  |

| Год  | Численность | Численность |
| ---- | ----------- | ----------- |
| 1831 | 55          | [ 13 ]      |
| 1897 | 127         | [ 13 ]      |
| 1926 | 194         | [ 13 ]      |
| 1939 | 795         | [ 13 ]      |
| 1959 | 1266        | [ 13 ]      |
| 1970 | 1519        | [ 13 ]      |
| 1979 | 1618        | [ 13 ]      |
| 1989 | 1824        | [ 13 ]      |
| 2001 | 1978        | [ 13 ]      |
| 2011 | 1725        | [ 14 ]      |